# Мерсер, Мэттью
Мэттью Кристофер Миллер (англ. Matthew Christopher Miller; род. 29 июня 1982, Уэст-Палм-Бич, штат Флорида, США), более известный как Мэттью Мерсер (англ. Matthew Mercer), — американский актёр озвучивания в аниме, мультфильмах и видеоиграх. Он решил использовать фамилию Мерсер, которую члены его семьи использовали в прошлом, потому что это менее распространенное имя, чем Миллер, и таким образом избежать путаницы.
В видеоиграх он озвучивал Леона С. Кеннеди в Resident Evil 6, Кёртиса Страйкера в Mortal Kombat 9, Джека Купера в Titanfall 2, Кэссиди в Overwatch, Юсукэ Китагаву в Persona 5, Гангпланка и Киндред (Волка) в League of Legends, Маккриди в Fallout 4 и других.
В аниме Мерсер известен ролями Кагаи Убуясики в Demon Slayer: Kimetsu no Yaiba, Леви Аккермана в Attack on Titan, Кирицугу Эмии в Fate/Zero, Дзётаро Кудзё в JoJo’s Bizarre Adventure, Айкуро Микисуги в Kill la Kill, Кандзи Тацуми в Persona 4: The Animation и Леорио в Hunter x Hunter (2011).
Помимо актёрства Мерсер выступает в роли Мастера подземелий в веб-сериале Critical Role.

## Ранняя жизнь
Мэттью Кристофер Миллер родился 29 июня 1982 года в Уэст-Палм-Бич, Флорида. Он учился в Средней школе Агура в Агура-Хиллз.
В детстве Мэттью страдал заиканием; его отец, который тоже заикался, нанял ему логопеда, который уменьшил эффект до такой степени, что сейчас только определённые слова вызывают у него заикание.
В интервью в октябре 2018 года Мерсер рассказал, что страдает дисморфическим расстройством тела.

## Карьера
Мерсер начал свою карьеру, озвучивая гул толпы и дополнительных персонажей в нескольких японских аниме, и с тех пор также работал в мультфильмах, видеоиграх и рекламных роликах на радио. Он был гостем на конвенциях по всему миру, принимал участие в таких мероприятиях, как Anime Expo и Anime Matsuri.
Мэттью — мастер подземелий в веб-сериале Critical Role, который ранее был связан с Geek & Sundry, где он возглавляет несколько других актёров озвучивания в кампании Dungeons & Dragons. Работа Мерсера в качестве Мастера подземелий привела к разработке двух книг кампании, опубликованных в мире Эксандрии. Первая — «Critical Role: Tal’Dorei Campaign Setting», опубликованный издательством Green Ronin Publishing. Вторая — «Explorers Guide to Wildemount», опубликованный через Wizards of the Coast, что делает Эксандрию официальным сеттингом кампании Dungeons and Dragons. В 2016 году Мерсер служил мастером подземелий в Force Gray: Giant Hunters, который длился 2 сезона. В 2017 году он был Мастером Подземелий в шоу Nerdist CelebriD&D, которое объединяет знаменитостей, играющих в D&D, в небольшую мини-кампанию, в которой они работают в паре с ролевыми игроками.

## Личная жизнь
Мерсер женился на актрисе озвучивания и коллеге по шоу Critital Role Марише Рэй — 21 октября 2017 года. Они живут в Лос-Анджелесе вместе со своим корги Омаром.
У Меттью есть брат, который пишет и исполняет музыку под псевдонимом Дэйв Хитвейв.

## Фильмография
Для краткости в статье приведены только самые известные роли из фильмографии.
Видеоигры
| Год  | Название                                  | Роль                                         |
| ---- | ----------------------------------------- | -------------------------------------------- |
| 2008 | Street Fighter IV                         | Фей Лонг                                     |
| 2009 | League of Legends                         | Гангпланк, Киндред                           |
| 2012 | Soulcalibur V                             | Цвай                                         |
| 2012 | Fire Emblem: Awakening                    | Хром                                         |
| 2012 | Resident Evil VI                          | Леон Кеннеди                                 |
| 2013 | Batman: Arkham Origins                    | Анархия                                      |
| 2014 | Hearthstone                               | Рексар                                       |
| 2014 | World of Warcraft: Warlords of Draenor    | Килрогг, Рексар, Токтар Железный Череп и др. |
| 2015 | Resident Evil: Revelations 2              | Леон Кеннеди                                 |
| 2015 | Final Fantasy Type-0                      | Трей                                         |
| 2015 | Pillars of Eternity                       | Эдер, Алот, вариант озвучки персонажа игрока |
| 2015 | Heroes of the Storm                       | Регар, Рагнарос                              |
| 2015 | Fallout 4                                 | МакКриди                                     |
| 2016 | Overwatch                                 | Джесси МакКри                                |
| 2016 | Masquerada: Songs and Shadows             | Цицеро Гавар                                 |
| 2016 | Titanfall 2                               | Джек Купер                                   |
| 2016 | Final Fantasy XV                          | Кор Леонис                                   |
| 2017 | Injustice 2                               | Дэдшот                                       |
| 2017 | Middle-earth: Shadow of War               | Король-Чародей                               |
| 2017 | Star Wars: Battlefront II                 | Люк Скайуокер                                |
| 2018 | Pillars of Eternity II: Deadfire          | Эдер, Алот, Шон Гилмор                       |
| 2020 | Yakuza: Like a Dragon                     | Горо Мадзима                                 |
| 2021 | Ruined King: A League of Legends Story    | Гангпланк                                    |
| 2022 | Overwatch 2                               | Кэссиди                                      |
| 2023 | Baldur's Gate 3                           | Минск                                        |
| 2023 | The Legend of Zelda: Tears of the Kingdom | Ганондорф                                    |
| 2025 | Like a Dragon: Pirate Yakuza in Hawaii    | Горо Мадзима                                 |

#### Аниме и анимация
| Год       | Название                       | Роль                                    |
| --------- | ------------------------------ | --------------------------------------- |
| 2009—2013 | One Piece                      | Трафальгар Ло                           |
| 2011—2012 | Блич                           | Шукуро Цукишима                         |
| 2011—2012 | Громокошки                     | Тайгра                                  |
| 2011—2012 | Fate/Zero                      | Кирицугу Эмия                           |
| 2012      | Persona IV: The Animation      | Кандзи Тацуми                           |
| 2012      | Обитель зла: Проклятие         | Леон Кеннеди                            |
| 2013—2022 | Атака на титанов               | Леви                                    |
| 2014      | Kill la Kill                   | Айкуро Микисуги                         |
| 2014—2021 | Невероятные приключения ДжоДжо | Дзётаро Кудзё                           |
| 2015      | Sailor Moon Crystal            | Принц Алмаз                             |
| 2016—2017 | Dragon Ball Super              | Хит                                     |
| 2016—2019 | Проза бродячих псов            | Натаниэль Готорн                        |
| 2017      | Обитель зла: Вендетта          | Леон Кеннеди                            |
| 2019—2022 | Истребитель демонов            | Кагая Убуяшики                          |
| 2020      | Кровь Зевса                    | Гермес                                  |
| 2022      | Киберпанк: Бегущие по краю     | Фалько                                  |
| 2022      | Dragon Age: Absolution         | Фэйрбэнкс                               |
| 2022—2023 | The Legend of Vox Machina      | Сайлас Брайарвуд, Тринкет, Ортакс и др. |

#### Фильмы
| Год  | Название                | Роль   | Заметки                          | Источник      |
| ---- | ----------------------- | ------ | -------------------------------- | ------------- |
| 2015 | Мифика: Темные времена  | Сорлок | Премьера на CONtv                | [ 9 ] [ 10 ]  |
| 2015 | Мифика: Некромант       | Сорлок | Премьера на CONtv                | [ 11 ]        |
| 2016 | Мифика: Стальная корона | Сорлок | Финансировался через Kickstarter | [ 12 ] [ 13 ] |
| 2016 | Мифика: Богоубийца      | Сорлок |                                  | [ 14 ] [ 15 ] |

#### Веб-сериалы
| Год          | Название                                | Роль                    | Заметки                                                                       | Источник      |
| ------------ | --------------------------------------- | ----------------------- | ----------------------------------------------------------------------------- | ------------- |
| 2015 — н. в. | Critical Role                           | Мастер подземелий       | Ролевое игровое шоу по системе Dungeons & Dragons; также создатель и продюсер | [ 16 ]        |
| 2016—2017    | Force Grey                              | Мастер подземелий       | D&D-кампания производства Nerdist News и Geek & Sundry                        | [ 17 ] [ 18 ] |
| 2015—2018    | CelebriD&D                              | Мастер подземелий       | D&D-игры с участием знаменитостей; игрок                                      | [ 19 ] [ 20 ] |
| 2017         | Sagas of Sundry                         | Теннер                  |                                                                               |               |
| 2019         | Dimension 20: Escape from the Bloodkeep | Лейланд                 |                                                                               |               |
| 2020         | Dimension 20: Pirates of Leviathan      | «Невезучий» Джек Бракоу |                                                                               |               |
| 2021         | Vampire: The Masquerade: L.A. By Night  | Беккетт                 |                                                                               |               |
| 2023         | Dimension 20: The Ravening War          | Мастер подземелий       |                                                                               | [ 21 ]        |